# Vértigo (película de 1946)
Vértigo es una película mexicana de 1946, con dirección de Antonio Momplet. Protagonizada por María Félix, Emilio Tuero y Lilia Michel, es una adaptación de la novela Alberte (1926) de Pierre Benoit. Se distribuyó en Estados Unidos como Dizziness («mareo») y como Desvarío en Brasil.

## Sinopsis
Mercedes Mallea (María Félix) es una mujer que se casó siendo casi una niña. Su marido muere cuando ella aún es joven y atractiva. A pesar de su juventud Mercedes decide pasar una vida solitaria en su hacienda, más aún cuando su única compañía, su hija Gabriela (Lilia Michel) parte a estudiar al extranjero. Años después, Gabriela regresa a casa para presentar a su madre a Arturo (Emilio Tuero), su futuro marido. El conflicto se desata cuando entre Mercedes y Arturo comienza a surgir una profunda y peligrosa atracción. Arrepentida  al ver el dolor que está causando a  su hija, Mercedes  apresura los preparativos de la boda. Arturo enferma, Gabriela va buscar al doctor y el triángulo amoroso acaba en una fatalidad.

## Reparto
- María Félix como Mercedes Mallea.
- Emilio Tuero como Arturo.
- Lilia Michel como Gabriela Mendoza Mallea.
- Julio Villarreal como Don Agustín.
- Emma Roldán como Nana Joaquina.
- Manuel Noriega como Santos.
- Jorge Mondragón como Miguel Mendoza.
- Rosa Castro como Augusta.
- Arturo Soto Rangel como Padre Moncada.
- Eduardo Arozamena como Don José María.
- Paco Fuentes como Dr. Irineo.
- Lauro Benítez como Don Godofredo.
- Jorge Arriaga como Hombre en cantina (no acreditado).
- Paco Astol como Campesino (no acreditado).
- José Escanero como Campesino (no acreditado).
- Leonor Gómez como Mujer en iglesia (no acreditada).
- Chel López como Campesino (no acreditado).
- Francisco Pando como Don Prisciliano (no acreditado).
- Enriqueta Reza como Mujer en iglesia (no acreditada).
- José Ignacio Rocha como Invitado al baile (no acreditado).
- Félix Samper como Invitado al baile (no acreditado) .

## Producción
Según María Félix en su autobiografía Todas mis guerras, el guion de la película fue escrito originalmente para Dolores del Río, pero el error de un mensajero hizo que llegara a manos de Félix. Por el contrario, el guion de La selva de fuego (escrito para Félix), llegó a manos de Del Río, quien protagonizó la película.

## Premios
Recibió en la 2.ª edición de los Premios Ariel en 1947 los premios a la mejor coactuación femenina (Lilia Michel) y mejores efectos especiales, y fue nominada a mejor actriz de cuadro (Emma Roldán), mejor diseño de producción y mejor diseño de vestuario.